# 白马镇 (泰州市)
白马镇，是中华人民共和国江苏省泰州市高港区下辖的一个镇。该镇为中国人民解放军海军华东军区海军领导机构最初的所在地，现有中国人民解放军海军诞生地纪念馆。

## 行政区划
白马镇下辖以下地区：
金马社区、白马社区、陈家村、陆家村、岱白村、黄河村和前进村。